# Fra Gherardo
Fra Gherardo è un'opera di Ildebrando Pizzetti su libretto proprio. Fu rappresentata per la prima volta al Teatro alla Scala di Milano il 16 maggio 1928.
Il lavoro è ispirato a una figura storica descritta da Salimbene da Parma, Gherardello Segalello, che nell'opera del Salimbene viene però tratteggiato come personaggio idiota e ribaldo, piuttosto che in positivo come nell'opera. La musica è nello stile ormai acquisito da Pizzetti, con prevalenza del declamato, che a tratti lascia spazi più vicini al tradizionale "pezzo chiuso", e significativi interventi corali (la lauda dei flagellanti al termine del primo atto, la disperazione e lo scoraggiamento del popolo nel terzo atto). La première ebbe un ottimo successo, e furono apprezzati in modo particolare un duetto tra Gherardo e Mariola, l'interludio e il coro finale nel primo atto e il terzo atto.

## Interpreti della prima rappresentazione
| Personaggio                                            | Interprete              |
| ------------------------------------------------------ | ----------------------- |
| Gherardo                                               | Antonin Trantoul        |
| Mariola                                                | Florica Cristoforeanu   |
| Frate Guido Putagio Il guercio L'assessore del Podestà | Aristide Baracchi       |
| Frate Simone Il notaro                                 | Giuseppe Nessi          |
| Il podestà Un gentiluomo                               | Salvatore Baccaloni     |
| Il vescovo Un vecchio                                  | Edoardo Faticanti       |
| Una madre                                              | Irene Minghini Cattaneo |
| Una vecchia                                            | Gina Pedroni            |
| Il Cieco                                               | Giuseppe Menini         |
| Un fraticello                                          | Ebe Stignani            |
| Un incredulo                                           | Nello Palai             |

Direttore: Arturo Toscanini.

Scenografo: Giovacchino Forzano.

## Trama
La vicenda ha luogo a Parma, il primo atto nel 1260, il secondo e il terzo atto nel 1269, rispettivamente il 16 luglio e il 18 luglio.

### Atto I
Gherardo è un uomo ricco che ha deciso di rinunciare a tutti i suoi beni per dedicarsi a una vita religiosa e di predicazione. Per questo molti lo deridono e l'unica a prendere le sue parti è Mariola, giovane e povera popolana. Gherardo ha a sua volta l'occasione di difendere la ragazza per proteggerla da alcuni ubriachi e la conduce nella propria casa dove, non resistendo alla sua bellezza, trascorre con lei una notte d'amore. Il giorno dopo la caccia, convinto di avere commesso un grave peccato.

### Atto II
Gherardo è divenuto frate e conduce una rivolta contro le corrotte autorità cittadine e religiose, alla guida del proprio ordine religioso. La sua intransigenza però gli attira un certo malcontento anche tra i suoi sostenitori. Ricompare Mariola, che gli racconta che dalla loro notte d'amore è nato un bambino, morto neonato. Gherardo, colmo di rimorso, viene arrestato dale guardie del Podestà.

### Atto III
Gherardo, credendo erroneamente che anche Mariola sia stata arrestata, è sul punto di confessarsi eretico e rinunciare alle proprie battaglie, pensando in questo modo di poter salvare la giovane. Ma quando Gherardo viene condotto tra la folla è la stessa Mariola a farglisi incontro e incoraggiarlo a continuare la lotta per i propri ideali di giustizia e amore. Poco dopo però Mariola viene uccisa da una donna, furiosa perché nella rivolta precedente aveva perso un figlio, e Gherardo viene condotto al rogo.

## Discografia
- 1958 - Mirto Picchi (Gherardo), Clara Petrella (Mariola), Enzo Sordello (Guido Putagio), Mario Carlin (Frate Simone), Silvio Maionica (Il podestà), Piero Guelfi (Il vescovo) - Direttore: Angelo Questa - Orchestra e Coro di Milano della RAI - Registrazione dal vivo - CD: La Maison de la Lirique; Fiori; House of Opera CD16831[4][5]
- 1972 - Angelo Mori (Gherardo), Gabriella Tucci (Mariola), Giovanni Antonini (Guido Putagio), Florindo Andreolli (Frate Simone), Silvano Carroli (Il podestà), Domenico Trimarchi (Il vescovo) - Direttore: Bruno Bartoletti - Orchestra e Coro di Roma della RAI - Registrazione dal vivo - Omega Opera Archive 2218[6]